# Lijst van burgemeesters van Ulestraten
Dit is een lijst van burgemeesters van de voormalige Nederlandse gemeente Ulestraten tot die gemeente op 1 januari 1982 opging in de gemeente Meerssen.
| Ambtsperiode | Naam burgemeester    | Partij of stroming     | Bijzonderheden                                                                  |
| ------------ | -------------------- | ---------------------- | ------------------------------------------------------------------------------- |
| 1800 - 1802  | C.B. Kerckhoffs      |                        | waarnemend, tevens burgemeester van Meerssen                                    |
| 1802 - 1825  | J.M. Jaspar          |                        |                                                                                 |
| 1826 - 1843  | J.B. Schoenmakers    |                        |                                                                                 |
| 1843 - 1863  | J.F. Schoenmaeckers  |                        |                                                                                 |
| 1863 - 1878  | L.P.F.N.J. Houben    |                        |                                                                                 |
| 1878 - 1891  | J.L.V. Magnée        |                        |                                                                                 |
| 1892 - 1894  | J.H. Lemmens         |                        |                                                                                 |
| 1894 - 1930  | J.P. Visschers       |                        |                                                                                 |
| 1931 - 1960  | J.W. Janssen         |                        |                                                                                 |
| 1960 - 1982  | Hein (H.G.L.) Corten | KVP / partijloos / VVD | tevens burgemeester van Schimmert (1972-1982); later burgemeester van Susteren. |